# Ralph de Pomeroy
Ralph de Pomeroy (fallecido antes de 1100) (también conocido como de la Pomeroy, Pomeraie, Pomerei, etc.) fue uno de los 52 arrendatarios principales en Devon del rey Guillermo el Conquistador según el Libro Domesday y fue el primer barón feudal de Berry Pomeroy en Devon. Poseía 58 propiedades en Devon.

## Orígenes
Era originario de La Pommeraye (Calvados), en Normandía. Su hermano era William Cheever (fl. 1086), cuyas 46 propiedades según el Libro Domesday formaron más tarde la baronía feudal de Bradninch, Devon. Muchas de las propiedades de los dos hermanos habían sido divididas de una sola mansión en dos partes, una para cada hermano. Su hermana era Beatrix, quien poseía del otro hermano, William Cheever, la mansión de Southleigh.

## Carrera
Participó en la conquista normanda de Inglaterra en 1066, por cuyos servicios fue recompensado con la concesión de 58 mansiones u otras propiedades en Devon y 2 mansiones en Somerset. El historiador John Lambrick Vivian (1895) afirma que fue benefactor del Hospital de San Juan Bautista en Falaise, Normandía, el cual, sin embargo, no fue fundado hasta 1127, por lo tanto, después de su supuesta fecha de fallecimiento en 1100. Fue uno de los dos comisionados designados para llevar al tesoro real en Winchester el impuesto recaudado en Devon como resultado de la evaluación realizada en la encuesta del Libro Domesday.

## Muerte y sucesión
Murió antes de 1100, dejando varios hijos, de los cuales el mayor y su heredero fue William de la Pomeroy (fallecido antes de 1114).